# Nemanja Milunović
Nemanja Milunović (serbisch-kyrillisch Немања Милуновић; * 31. Mai 1989 in Čačak) ist ein serbischer Fußballspieler. Seit Juli 2021 spielt er für Alanyaspor in der Süper Lig.

## Karriere
Milunović begann seine Karriere in seiner Heimatstadt beim FK Borac Čačak, für den er im März 2008 in der SuperLiga. Im Sommer 2008 wurde er an den Zweitligisten FK Mladost Lučani verliehen. 2010 kehrte er fest zum FK Mladost zurück, mit dem er 2014 in die erste Liga aufstieg. Im März 2015 wechselte er nach Belarus zu BATE Baryssau, für den er im September in der Champions League debütierte.
Am 14. Januar 2019 wurde dann sein ablösefreier Wechsel zum FK Roter Stern Belgrad bekannt gegeben. Der serbische Verein gab ihm einen Vertrag über 2,5 Jahre.